# Donald Pols

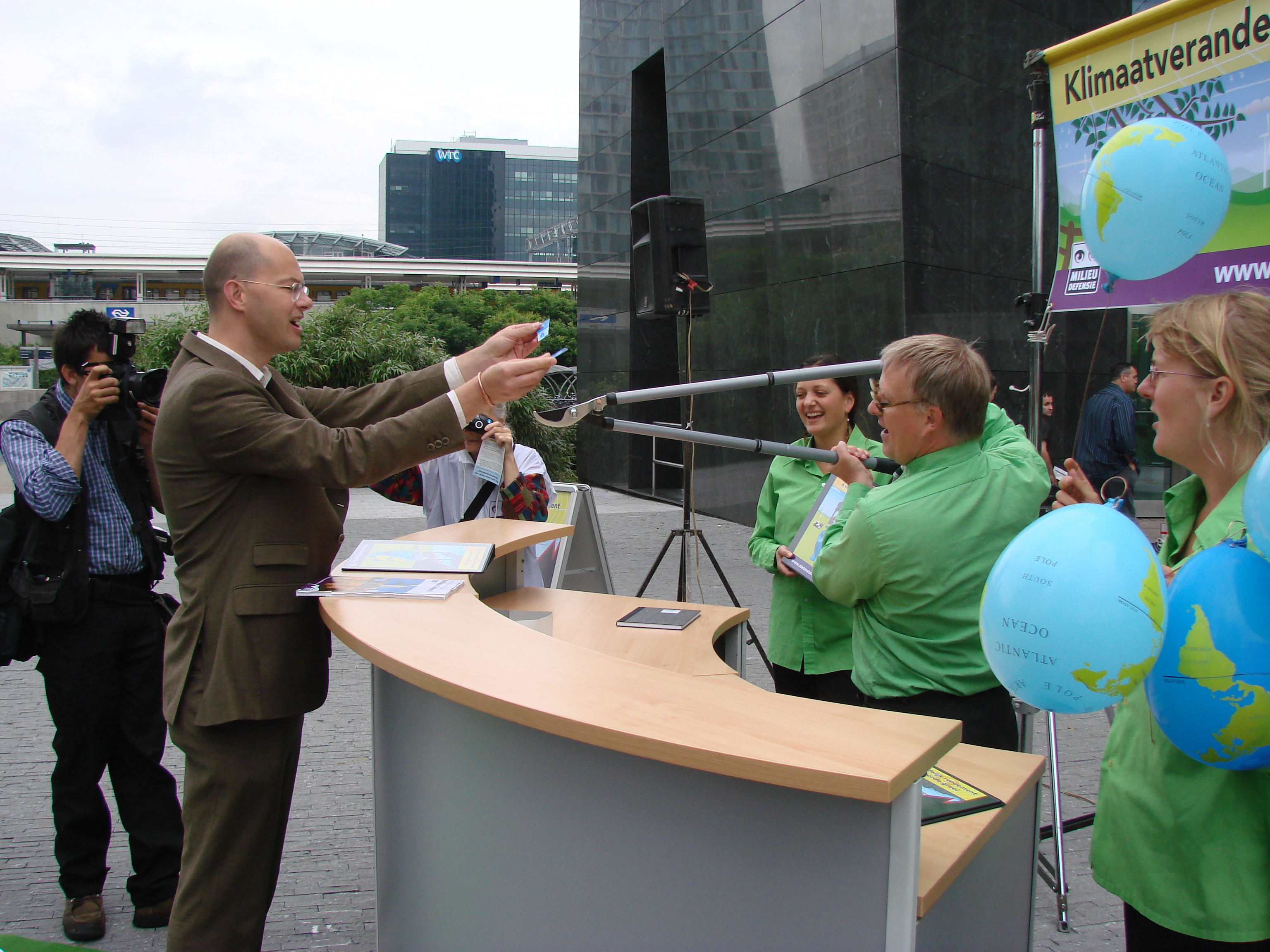
Donald Pols laat zijn bankpas doorknippen tijdens een actie voor klimaatvriendelijk bankieren, voor het hoofdkantoor van ABN AMRO in Amsterdam, 2007.

Donald Pols (Pretoria, Zuid-Afrika, 24 maart 1972) is directeur van de Nederlandse milieuorganisatie Vereniging Milieudefensie. Daarvoor was hij directeur voor het World Wide Fund for Nature (WWF) in China en senior manager Internationaal Klimaatbeleid voor het Energieonderzoek Centrum Nederland (ECN). In 2020 plaatste De Volkskrant hem op plaats 39 in een lijst van 200 invloedrijkste Nederlanders.

## Opleiding
Pols studeerde van 1993 tot 1998 aan de Universiteit van Maastricht en haalde daar een Master of Arts in Culture and science, globalization and societal change management. Daarna deed hij in 2001 en 2002 aan de Universiteit van Amsterdam een Master in Environmental policy and management.

## Acties

### Cleantech Actieplan
Samen met ondernemersvereniging FME-CMV en Nederlandse financiële instellingen stelde hij namens het Wereld Natuur Fonds in 2009 het Cleantech Actieplan voor. Het actieplan moest ervoor zorgen dat de Nederlandse schone-technologiesector tot de top 10 van de wereld gaat behoren. Dit doel is opgenomen in het Energieakkoord voor duurzame groei.

### Klimaatverdrag en -akkoord
Vanaf 2005 tot 2015 lobbyde hij namens WWF bij de internationale klimaatonderhandelingen voor het Klimaatverdrag (UNFCCC) van de Verenigde Naties. Voor ECN werkte hij met de organisatie voor het Klimaatverdrag aan technologie-overdracht aan landen met laag en middeninkomen.
Tijdens de onderhandelingen voor een Nederlands Klimaatakkoord in 2018 en 2019 pleitte Pols voor een CO2-heffing voor de industrie. Deze werd opgenomen in het klimaatakkoord en wordt in 2021 ingevoerd. Volgens Het Financieele Dagblad was dit 'de belangrijkste maatregel uit het Klimaatakkoord om de uitstoot in de industrie terug te brengen'.

### Rechtszaken tegen Shell
Samen met vier Nigeriaanse boeren won Milieudefensie in januari 2021 een rechtszaak tegen Shell. Dit oliebedrijf moest de boeren de schade door olielekkages aan landbouwgrond en visvijvers vergoeden en moet toekomstige schade voorkomen. Nooit eerder ging een rechter zo ver om een Nederlandse multinational te veroordelen voor schade in het buitenland.
In 2020 begon Milieudefensie met 17.379 mede-eisers en 6 organisaties (ActionAid, Both ENDS, Fossielvrij NL, Greenpeace Nederland, Jongeren Milieu Actief en de Waddenvereniging) een rechtszaak tegen Royal Dutch Shell – volgens het tijdschrift Forbes een internationaal baanbrekend initiatief. Het doel was Shell ertoe te bewegen zijn uitstoot van broeikasgassen in lijn te brengen met het internationale Klimaatakkoord van Parijs. 25 multinationale bedrijven zijn namelijk verantwoordelijk voor 50% van de wereldwijde uitstoot van broeikasgassen. Op 26 mei 2021 werd deze zaak gewonnen. De Britse krant The Guardian kopte naar aanleiding van de uitspraak “Shell’s historic loss in The Hague is a turning point in the fight against big oil" en concludeerde in dat artikel over de durf van de aanklagers: "That courage has paid off in ways that may change the course of history". Dit vonnis werd op 12 november 2024 in hoger beroep door het Haagse gerechtshof vernietigd.

## Publicaties
- China for a Global Shift Initiative, WWF Nieuwsbrief, d2ouvy59p0dg6k.cloudfront.net, oktober 2012.
- Laat grote vervuilers meebetalen via klimaatbelasting, artikel met FNV vice-voorzitter Kitty Jong, www.trouw.nl, 15 juni 2018.
- Klimaatdividend voor eerlijk omschakelen (PDF). Publicatie op milieudefensie.nl, 6 september 2018.
- Succesvol Klimaatakkoord vraagt gedurfde instrumenten (PDF), artikel in Energie & Milieu, met Faiza Oulahsen, Greenpeace en Bart Wesselink, Milieudefensie, milieudefensie.nl, 28 november 2018.
- Vervuilende bedrijven moeten gaan meebetalen zodat de lasten voor klimaatverandering eerlijk verdeeld worden. Donald Pols spreekt de Tweede Kamer toe, www.youtube.com, 10 april 2020.